# Naturerlebnispfad Großenbrode

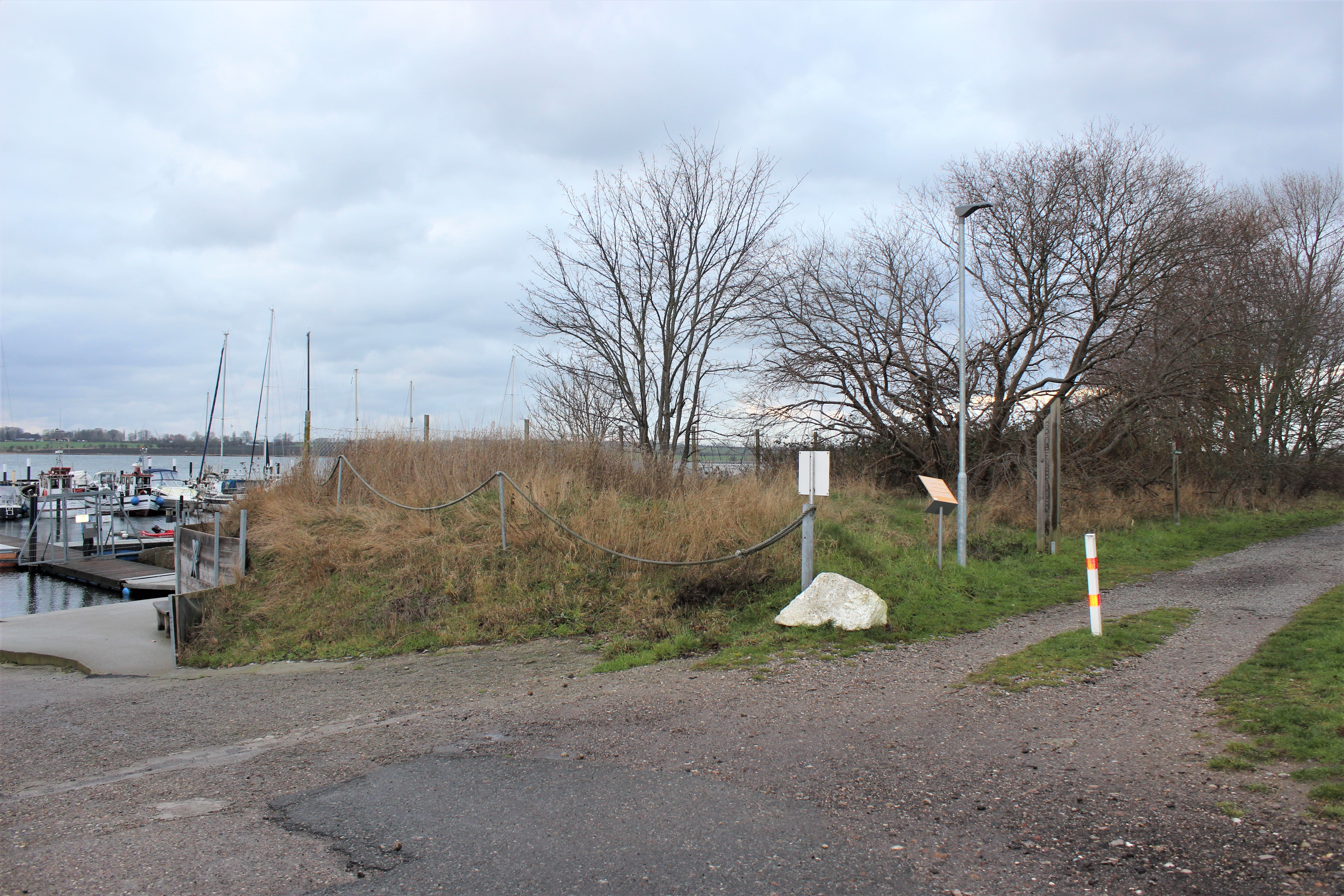
Eingang Kai-Ende des Naturerlebnispfads

Biotop

Startpunkt am Kaiende

Der Naturerlebnispfad Großenbrode wurde 1998 in Großenbrode am Fehmarnsund angelegt, unterstützt durch den Förderverein für Heimatkunde und Landschaftspflege im Großenbroder Winkel e.V. (FHL). 2013 wurde er erweitert.

## Entstehung
Im Jahre 1998 wurde mit der Aufforstung einer 40 Hektar großen landwirtschaftlich genutzten Fläche begonnen. Auf vier Teilflächen mit einer Größe von 32 Hektar wurden rund 300.000 heimische Sträucher und Laubbäume gepflanzt. Ein Jahr später folgte eine weitere Anpflanzung auf einer Fläche von 8 Hektar. Zwei Streuobstwiesen mit 150 Obstbäumen kamen hinzu sowie ein 3000 m² großes Feuchtbiotop. Erste Lern- und Hinweistafeln wurden aufgestellt, um einen Lehrpfad zu errichten. Eine weitere Streuobstwiese und ein Schulwald wurden angepflanzt.
2013 wurde die Anfangsidee zu einem Naturerlebnispfad erneut in die Planung aufgenommen und verwirklicht. Möglich wurde dieser Schritt durch die Unterstützung wichtiger Sponsoren. Vom Kai-Ende bis zur Anklamer Allee gibt es einen drei Kilometer langen Pfad mit über 20 Spiel- und Lernstationen.